# Son Mercer de Baix
Son Mercer de Baix (vollständiger Name Poblat de naviformes de Son Mercer de Baix, „Naviformen-Dorf von Son Mercer de Baix“) ist die Fundstätte einer prähistorischen Siedlung in der Gemeinde Ferreries auf der Baleareninsel Menorca. Die bronzezeitliche Siedlung aus megalithischen Gebäuden mit dem Grundriss eines gestreckten Hufeisens (Naviformes) war zwischen 1400 und 1000 v. Chr. bewohnt. Ihre besterhaltene Wohnstätte, die Cova des Moro („Maurenhöhle“), besitzt noch einen Teil ihres ursprünglichen Dachs, das von drei verbliebenen polylithischen Säulen getragen wird.

## Lage

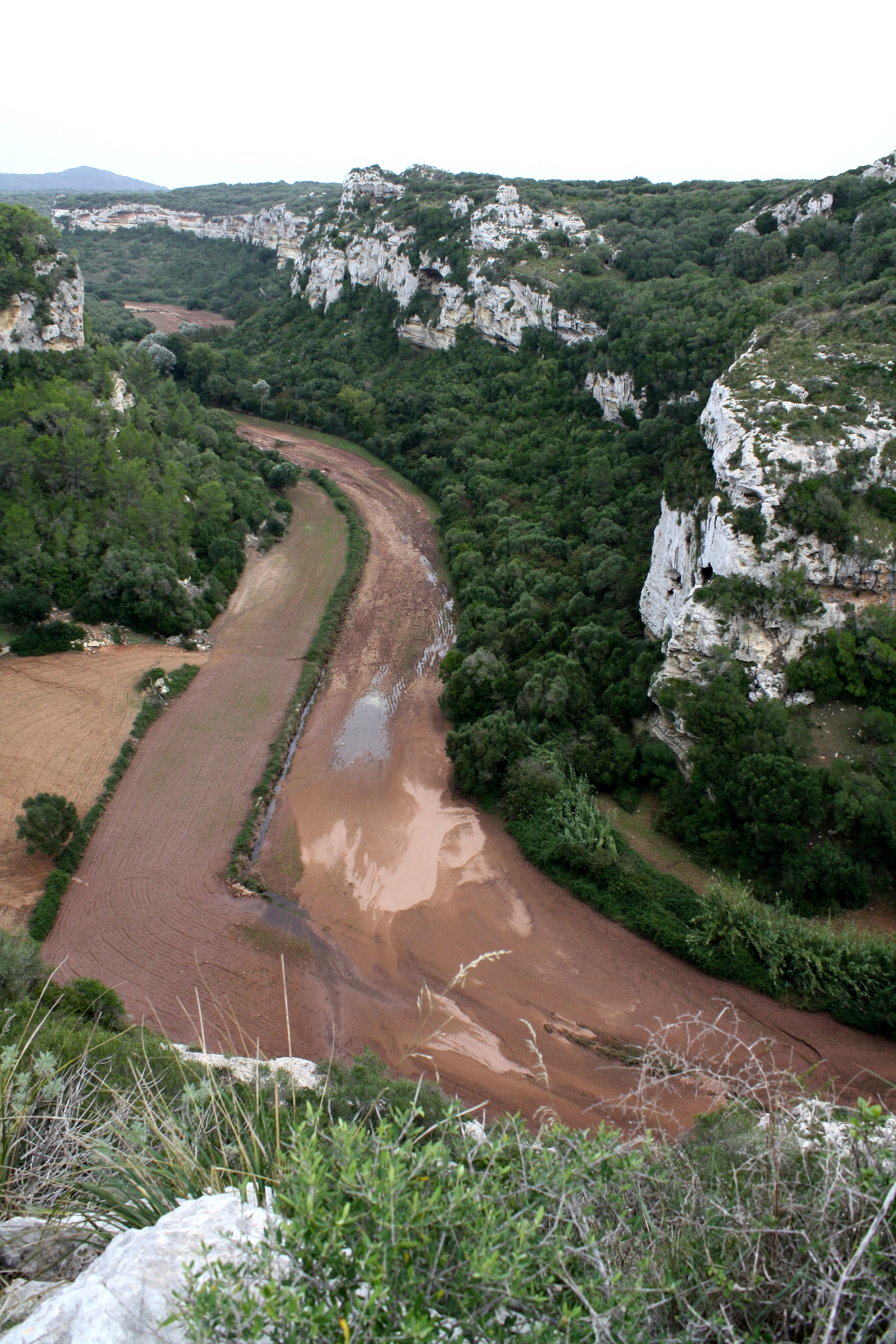
Blick in den Barranc de Son Fideu

Die Fundstätte liegt auf dem Landgut Son Mercer de Baix, das über eine unbefestigte Straße von der ME-20 zwischen Ferreries und Es Migjorn Gran erreicht werden kann. Die prähistorische Siedlung liegt am Rande der Schlucht Barranc de Son Fideu, deren fruchtbarer Boden weithin überblickt werden kann. In der gegenüber liegenden Felswand liegen die Begräbnishöhlen Ses Coves Gardes. Die Entfernung zum Meer beträgt etwa drei Kilometer Luftlinie.

## Beschreibung
Son Mercer de Baix ist die bekannteste naviforme Siedlung Menorcas. Neben der Cova des Moro sind drei weitere Naviforme (bewohnbare Navetas, im Gegensatz zu denen, die als Beinhäuser dienten) und zwei rechteckige Räume ausgegraben worden.

### Cova des Moro
Die Cova des Moro hat die Form eines gestreckten Hufeisens. Die doppelten Mauern sind aus gleichmäßigen Megalithen erbaut. Von der aus Steinplatten gebildeten Decke ist ein großer Teil erhalten geblieben bzw. rekonstruiert worden. Die ursprüngliche Fassade ist jedoch zerstört. Drei von einst vermutlich vier Säulen des westmediterranen polylithischen Typs (gestapelte Säulen, die sich nach unten verjüngen) liegen auf der Längsachse. Durch diese Säulenreihe sowie das Dach aus Steinplatten unterscheidet sich die Anlage von anderen Naviformen. Auf der rechten Seite scheint es, durch eine gemeinsame Wand getrennt, eine weitere (vermutlich gleichartige) Struktur gegeben zu haben. Ihr Erhaltungszustand ist jedoch schlecht. Die Form der linken Außenseite deutet darauf hin, dass es sich um eine Doppelanlage gehandelt hat.

#### Abmessungen
- äußere Länge: 17,30 m.
- innere Länge: 13,00 m.
- maximale äußere Breite: 7,20 m.
- maximale Innenbreite: 3,60 m.
- innere Höhe: 2,40 m

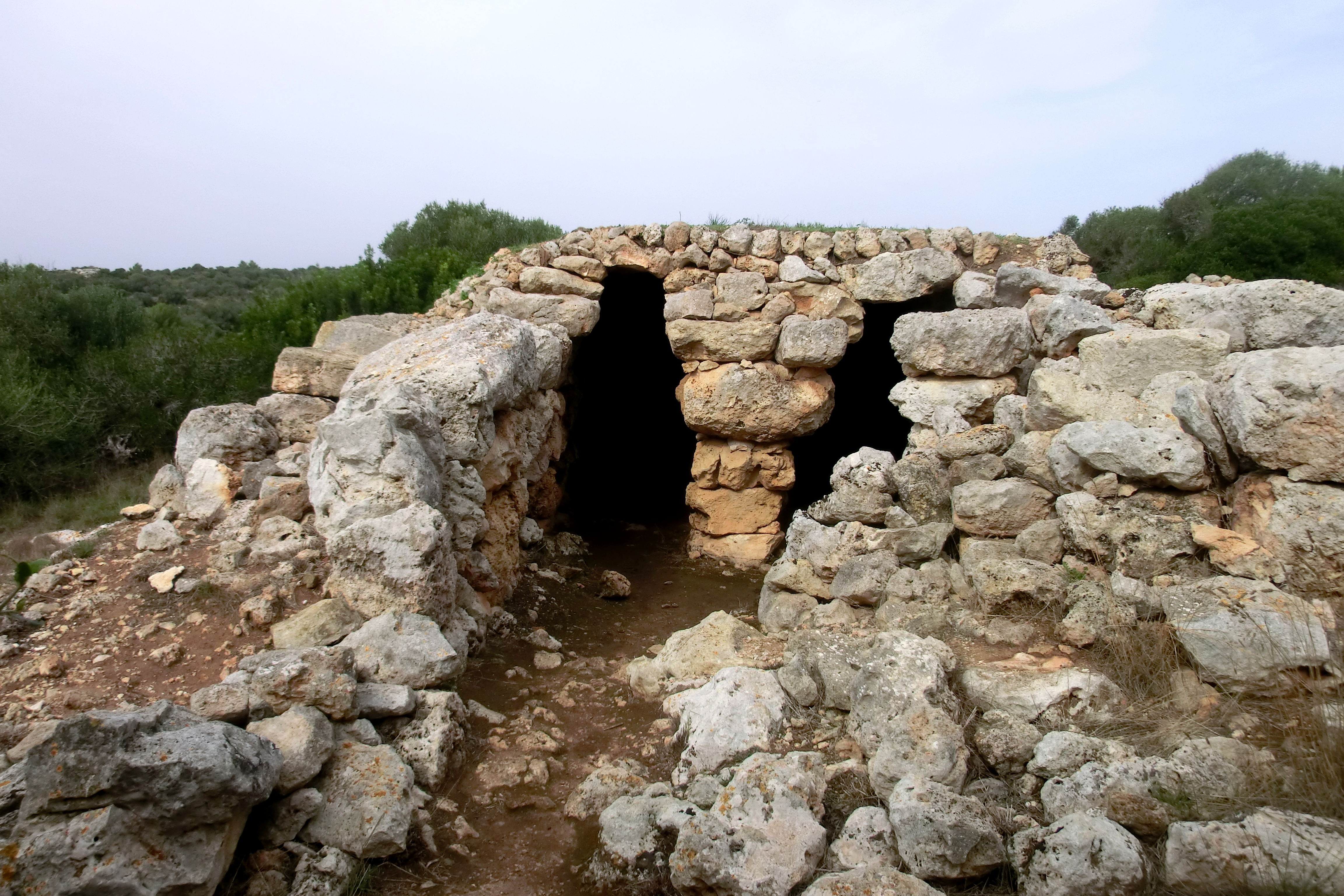
Blick auf den heutigen Eingang
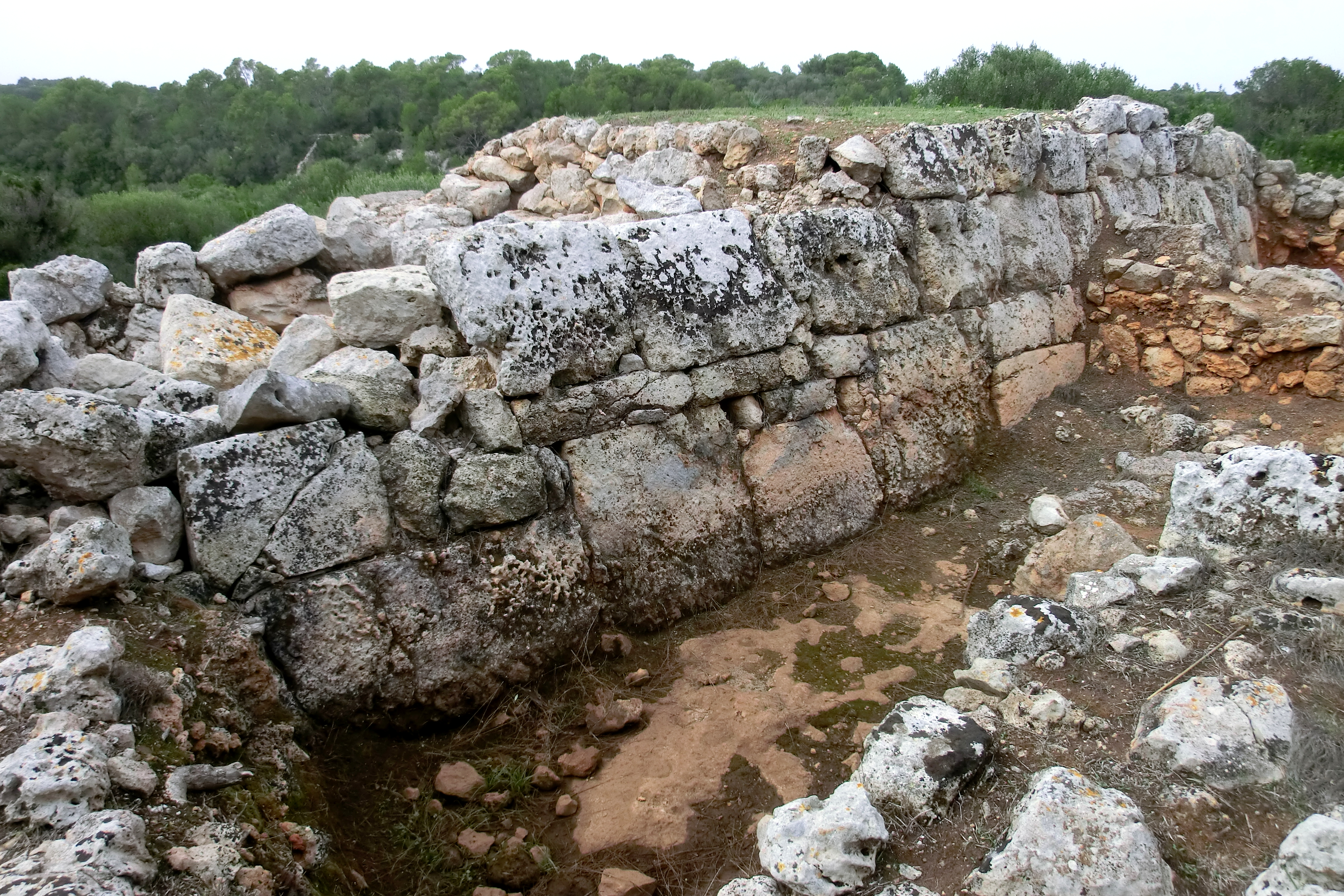
Rechte Wand mit Resten eines weiteren Gebäudes
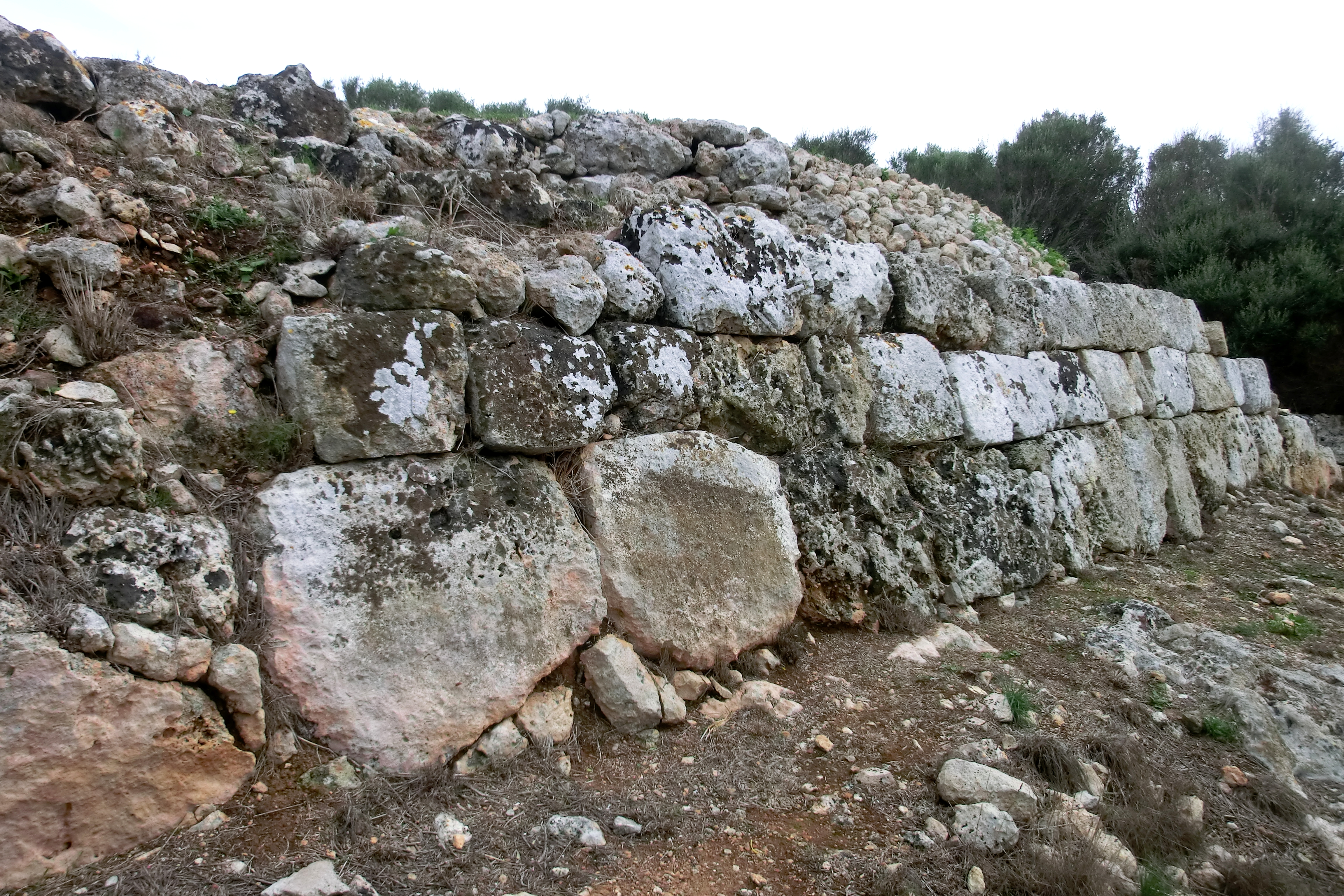
Linke Wand
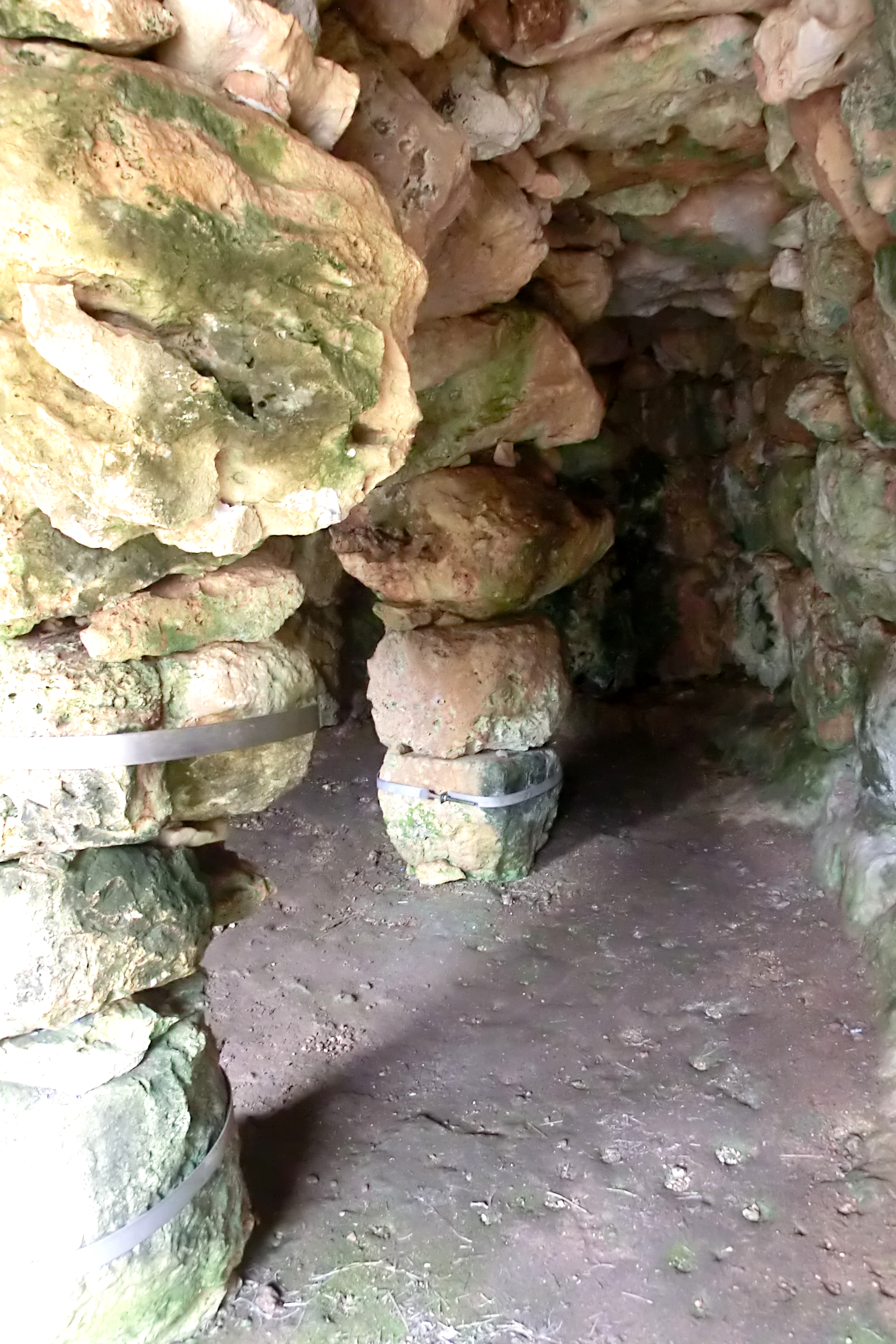
Zwei polylithische Säulen im Inneren

### Weitere Gebäude

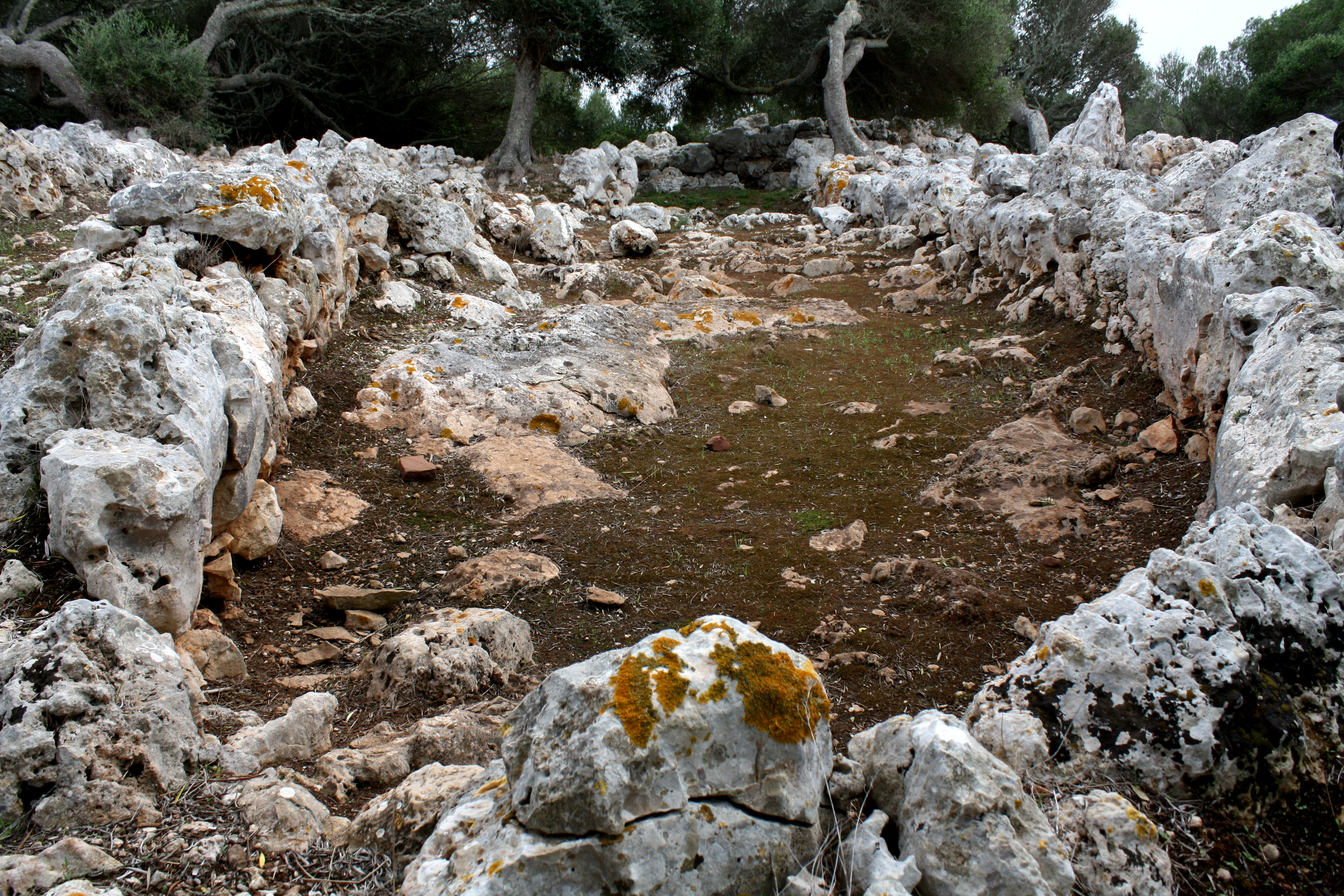
Naviforme Nr. 4

Naviforme Nr. 2 wurde 1962 von Maria Lluïsa Serra ausgegraben. Dabei wurde prototalayotische und talayotische Keramik gefunden. Das Bauwerk hat eine Länge von acht Metern und ist fünf Meter breit. Die Innenmaße betragen 6,50 m und 3 m. Der Eingang öffnet sich nach Osten. Parallel dazu, aber sich nach Westen öffnend, liegt Naviforme Nr. 3, das noch in römischer Zeit genutzt wurde, wie die gefundenen Artefakte beweisen. Es ist mit einer Länge von 10 m und einer Breite von 6,30 m größer als Nr. 2, besitzt aber einen geringfügig kleineren Innenraum (6 m Länge, 3 m Breite).
1982 wurde Naviforme Nr. 4 von Lluis Plantalamor ausgegraben. Die Struktur ist 18 m lang und 7,60 m breit (innen 14 m Länge, 3,50 m Breite) und besitzt zwei angebaute rechteckige Räume. Neben Keramik wurden in den angebauten Räumen bronzene Artefakte (ein kleiner Barren, ein Armreif, ein Meißel und eine Ahle) sowie Schlackereste gefunden. Es dürfte sich um eine Werkstatt mit Bronzegießerei gehandelt haben.

## Denkmalschutz
Die Siedlung von Son Mercer de Baix wurde bereits 1931 zum historischen Denkmal erklärt. Die heutige Registriernummer als Kulturgut (Bien de Interés Cultural) ist RI-51-0003487. Sie gehört zu den 24 archäologischen Stätten, die seit 2023 als „Talayotisches Menorca“ zum Weltkulturerbe zählen.
Das Gelände ist frei zugänglich. Eine Schautafel liefert Informationen zur Fundstätte.